# 더 소드 앤 더 드래곤
더 소드 앤 더 드래곤(Ilya Muromets, The Sword and the Dragon)은 러시아(구 소련)에서 제작된 알렉산드르 푸쉬코 감독의 1956년 판타지 영화이다.
모스필름에서 제작되었다.